# Hans Emil Lau
Hans Emil Lau (Odense, 16 d'abril de 1879 – Copenhaguen, 16 d'octubre de 1918) va ser un astrònom danès.
Va començar la seva carrera a la universitat de Copenhaguen. Després de completar la seva llicenciatura el 1096 va treballar a l'observatori Treptow de Berlín i finalment a l'observatori Hørsholm, a prop de Copenhaguen. És famós pels seus estudis sobre Mart i Júpiter. També va treballar en altres àrees com el paral·laxi de les estrelles, mesuraments d'estrelles variables, el color de les estrelles, i l'observació de cometes, taques solars, i els anells de Saturn.
Va participar en la primera cerca de planetes transneptunians organitzada a l'observatori de Harvard per William Henry Pickering. Després d'observar l'òrbita d'Urà del 1690 i 1895, va concloure que un sol planeta transneptunià no podia justificar totes les discrepàncies a l'òrbita, i va postular la posició dels dos planetes que creia que n'eren responsables. Pickering va estar d'acord a buscar aquests hipotètics planetes, però no es van poder trobar.
Va morir prematurament durant l'epidèmia de grip de 1918. Es va anomenar un cràter d'impacte de Mart en honor seu.